# Mikołaj Radziwiłł (1546–1589)
Mikołaj Mikołajewicz Radziwiłł herbu Trąby (ur. 1546, zm. 27 kwietnia 1589) – polsko-litewski możnowładca, tytularny książę; urzędnik dworski, 1577–1579 łowczy wielki litewski, oraz ziemski: 1577–1579 starosta mozyrski i merecki, 1579–1589 wojewoda nowogródzki.
Urodził się jako drugie dziecko (starsza siostra Barbara, ok. 1543–przed 1546) i najstarszy syn z trojga dzieci Mikołaja Radziwiłła zw. „Rudym” (1512–1584) i Katarzyny Tomickiej (ok. 1525–1551). Przypuszczalnie już w 1562 rozpoczął służbę wojskową u boku ojca, wraz z którym wziął udział w wojnie moskiewskiej (m.in. w bitwie pod Czaśnikami). W 1577–1582 uczestniczył w wojnie inflanckiej (m.in. Wenden). W wyprawie moskiewskiej został jednym z pułkowników Stefana Batorego, biorąc udział w oblężeniach Wielkich Łuk i Pskowa.
Po śmierci Batorego był zwolennikiem obozu habsburskiego na sejmie elekcyjnym w 1587. Podpisał wybór Maksymiliana III na króla Polski i wielkiego księcia Litwy.
W 1584 odziedziczył po ojcu klucz dóbr z Dubinkami i Bielcą. Dobra w Birżach otrzymał młodszy brat, Krzysztof Mikołaj zw. „Piorunem” (1578–1603). Należał do gorliwych zwolenników kalwinizmu na Litwie. Uposażył parafię w Wilnie oraz był fundatorem stypendiów dla kleryków Kościoła reformowanego.
Ożenił się z Aleksandrą Wiśniowiecką (†ok. 1575). Miał z nią jedną córkę, Katarzynę, wydaną później za Mikołaja Naruszewicza, następnie za Piotra Gorajskiego. Mikołaj ożenił się powtórnie z Zofią Heleną Hlebowicz, z którą miał czworo dzieci: Jerzego Mikołaja (1578–1613), Zofię (1577–1614), oraz Jana Zygmunta i Wacława Stefana († w dz.).
| 4. Jerzy Radziwiłł Herkules |  |                           |  |  |                      |
|                             |  | 2. Mikołaj Radziwiłł Rudy |  |  |                      |
| 5. Barbara Kolanka          |  |                           |  |  |                      |
|                             |  |                           |  |  | 1. Mikołaj Radziwiłł |
| 6. Jan Tomicki              |  |                           |  |  |                      |
|                             |  | 3. Katarzyna Tomicka      |  |  |                      |
| 7. Barbara Potulicka        |  |                           |  |  |                      |
|                             |  |                           |  |  |                      |